# Allow It
Allow It is de tweede ep van de Britse rap- en punkrockband Bilk. De ep werd op 12 november 2021 uitgegeven onder het label Scruff of the Neck Records. De ep werd volledig geproduceerd door de drie bandleden zelf. Van de zes nummers van de ep werden er vijf nummers als single uitgebracht tussen mei 2020 en september 2021, I Got Knocked out the Same Night England Did, Stop Pranging Out, Bad News, Love Is No Easy Game en Billy Big Bollocks.
Ook werd de ep op een vinyl uitgebracht, waaronder op een gelimiteerde rode editie. Ook werd de ep op CD en cassette uitgebracht. Van 1 tot 9 december 2021 speelden ze ook een bijbehorende tour, Allow It Tour, in Glasgow, Newcastle, Sheffield, Birmingham, Londen en Manchester.

## Tracklist
| Nr.          | Titel                                          | Duur  |
| ------------ | ---------------------------------------------- | ----- |
| 1.           | "I Got Knocked out the Same Night England Did" | 2:19  |
| 2.           | "Brand New Day"                                | 2:49  |
| 3.           | "Stop Pranging Out"                            | 3:36  |
| 4.           | "Bad News"                                     | 2:32  |
| 5.           | "Love Is No Easy Game"                         | 3:52  |
| 6.           | "Billy Big Bollocks"                           | 3:16  |
| Totale duur: | Totale duur:                                   | 18:24 |

## Bezetting
- Sol Abrahams - zang, gitaar
- Luke Hare - bass
- Harry Gray - drums